# Francesco Cafiso
Francesco Cafiso (Vittoria, 24 maggio 1989) è un sassofonista, direttore artistico e produttore discografico italiano.
È un sassofonista contraltista.

## Biografia
Già a nove anni muove i primi passi facendo esperienze con musicisti di fama internazionale quali Bob Mintzer, Maria Schneider, George Gruntz, Gianni Basso e molti altri.
Decisivo per la sua carriera è l’incontro, nel luglio del 2002, durante il Pescara Jazz Festival, con Wynton Marsalis che, stupito dalle sue qualità musicali, lo porta con sé nell’European tour del 2003.
Da allora, Francesco suona nei Jazz Festival, nei teatri e nei Jazz Club più importanti del mondo.
Vince diversi premi prestigiosi, tra i quali il Premio Nazionale Massimo Urbani a Urbisaglia, il premio EuroJazz a Lecco, l’International Jazz Festivals Organization Award a New York, la World Saxophone Competition a Londra, il Django d’Or a Roma, e riceve molti altri importanti riconoscimenti.
Per fare nuove esperienze musicali, va a New Orleans, dove suona con Ellis Marsalis e molti altri importanti musicisti del luogo.
Nel 2004 partecipa come ospite al Festival di Sanremo.
Nel 2005 lo Swing Journal, l’autorevole rivista giapponese di musica jazz, gli conferisce il New Star Award, premio riservato ai talenti stranieri emergenti e, subito dopo, si è affermato nel Top Jazz, referendum della rivista italiana Musica Jazz, che lo ha riconosciuto miglior nuovo talento dell’anno.
Suona con grandissimi musicisti quali: Hank Jones, Dave Brubeck, Cedar Walton, Mulgrew Miller, Jimmy Cobb, Ben Riley, Ray Drummond, Lewis Nash, James Williams, Joe Lovano, Christian McBride, George Mraz, Kenny Wheeler, Gonzalo Rubalcaba, Enrico Rava, Stefano Bollani e moltissimi altri.
Nel 2006 consegue il Diploma di laurea in Flauto Traverso presso l’Istituto Superiore di Studi Musicali V. Bellini di Catania.
Dal 2008 è Direttore Artistico del "Vittoria Jazz Festival" a Vittoria, sua città natale.
Il 19 gennaio del 2009 suona a Washington DC durante i festeggiamenti in onore del Presidente Barack Obama e del Martin Luther King Jr. day.
Il 17 luglio del 2009 Umbria Jazz lo nomina “ambasciatore della musica jazz italiana nel mondo".
Nel 2010 consegue la laurea specialistica di II livello in Jazz presso il Conservatorio Corelli di Messina e subito dopo si esibisce in Cina durante il festival “The best of Italian Jazz” in occasione dell'Expo a Shangai.
Nel 2012 arrangia “Don’t Stop”, la musica di sottofondo dello spot pubblicitario ENI Station.
Nel luglio del 2012, in occasione dei Giochi Olimpici, è invitato a esibirsi a Londra, presso la sede di Casa Italia, alla presenza dell’Ambasciatore italiano a Londra e dei vertici del CONI.
Nel settembre 2012, durante una lunga permanenza negli stati Uniti, tiene una serie di masterclasses di sassofono alla UPenn, la prestigiosa università di Filadelfia.
Nei primi del mese di giugno 2013, per volontà del Ministero degli Esteri ed espressa scelta del Console Generale di Philadelphia, in collaborazione con il Segretario di Stato Americano John Kerry, Francesco è scelto per rappresentare l’Italia per suonare nell’ambito dei festeggiamenti per l’Anno della Cultura Italiana negli Stati Uniti.
Il 20 febbraio 2014 a New York riceve dall’American Society of the Italian Legions of Merit il "Grand Award of Merit", per il contributo che Francesco ha dato, in rappresentanza dei musicisti siciliani, allo sviluppo e alla diffusione del Jazz nel mondo. 
Nel Marzo 2015 viene pubblicata l'ambiziosa opera discografica denominata “3” (Alfredo Lo Faro Produzioni), costituita da tre album profondamente diversi tra loro: "La Banda", "Contemplation" e "20 Cents Per Note". Pubblicati in contemporanea, i tre dischi vedono Cafiso nelle vesti di compositore, arrangiatore ed esecutore.
Nel 2016 crea la sua propria etichetta discografica dal nome "EFLAT records".
Nel 2017 registra al Vittoria Jazz Festival il disco “We play for tips”, album che verrà pubblicato nel 2018 con la sua etichetta discografica EFLAT Records, ottenendo numerosi consensi e riconoscimenti dalla critica specializzata. 
Nel 2019 entra di nuovo in studio di registrazione con la prestigiosa London Symphony Orchestra per dar vita al suo progetto “Irene of Boston - Conversation avec Corto Maltese” che viene pubblicato nel 2020.
Il 27 Dicembre 2022 il Presidente della Repubblica Sergio Mattarella gli conferisce l’onorificenza di Cavaliere dell’Ordine “Al Merito della Repubblica Italiana”.
Il 19 Maggio 2023 Francesco riceve l’Artist Diploma in Musica Jazz presso The Juilliard School of Music di New York.
Nel 2024 il sito JazzTokyo seleziona il concerto di Francesco, tenutosi all’Istituto Italiano di Cultura di Tokyo, come migliore performance dell’anno.
Francesco continua a tenere concerti in tutto il mondo con svariate formazioni musicali da lui dirette. 

## Collaborazioni
Ha collaborato con artisti come Bob Mintzer, George Gruntz, Maria Schneider, Gianni Basso, Francesco Buzzurro, Joe Lovano, Hank Jones, George Mraz, i Manhattan Transfer, Wynton Marsalis, e la Lincoln Center Orchestra, la Count Basie Orchestra, Dado Moroni, Reggie Johnson, Doug Sides, Enrico Rava, Cedar Walton, Dave Brubeck, Lewis Nash, Joe Locke, Mulgrew Miller, Ronnie Matthews, Jimmy Cobb, Jessie Davis, James Williams, Ray Drummond e Ben Riley, Vincent Harring, Adam Nussbaum e Wess Anderson, Marcus Gilmore, Linda Oh.

## Formazioni band
Gli attuali progetti artistici che Francesco Cafiso propone in tutto il mondo sono: 
- Francesco Cafiso Duo con Mauro Schiavone al pianoforte;
- Francesco Cafiso 4et e Ivan Castiglione: Il "Persecutore" (Dal libro di Julio Cortázar, la storia di Charlie Parker: un compendio di arte pura, tra musica, vita e teatro).
- Francesco Cafiso Quartet;
- Francesco Cafiso Sextet: LA BANDA; con Giovanni Amato (tromba e flicorno), Humberto Amésquita (trombone), Mauro Schiavone (piano), Pietro Ciancaglini (contrabbasso) e Jonas Burgwinkel (batteria).
- Francesco Cafiso Nonet: We Play For Tips; composta da nove elementi con Cafiso al sax alto e al flauto, l’organico è composto da Marco Ferri al sax tenore e clarinetto, Sebastiano Ragusa al sax baritono e al clarinetto basso, Francesco Lento alla tromba e al flicorno, Alessandro Presti alla tromba e al flicorno, Humberto Amésquita al trombone, Mauro Schiavone al pianoforte, Pietro Ciancaglini al contrabbasso e Adam Pache alla batteria. Con questa formazione inaugura la sua etichetta indipendente EFLAT, distribuita da Egea Music.
- Confirmation feat. Francesco Cafiso:  con Alessandro Presti (tromba), Andrea Pozza (pianoforte), Aldo Zunino (contrabbasso), Luca Caruso (batteria). Rat Pack Music by Giulio Vannini & Francesco Cammalleri.

## Discografia
- 2001 - Very Early! - con Stefano Bollani, Fabrizio Bosso, Franco D'Andrea, Nicola Mingo - Philology, CD
- 2003 - Standing Ovation Pescara - con Franco D'Andrea - Philology, CD
- 2004 - Concerto for Petrucciani - con Riccardo Arrighini (Trio) - Philology, 2 CD
- 2005 - New York lullaby - David Hazeltine, David Williams e Joe Farnsworth. Venus, LP .
- 2005 - Tribute to Charlie Parker - con il quartetto e i Solisti di Perugia. Umbria Jazz Rec., CD
- 2006 - Jazz Italiano Live 2006 - Live at Casa del Jazz, Rome - con Sandro Gibellini e Aldo Zunino. Gruppo editoriale l'Espresso
- 2006 - Happy Time - con Riccardo Arrighini, Aldo Zunino, Stefano Bagnoli. Camjazz, CD
- 2006 - Seven Steps To Heaven - con Andrea Pozza, Aldo Zunino, Nicola Angelucci. Venus, LP
- 2008 - Portrait In Black And White - con Giovanni Mazzarino, Dino Rubino, Nello Toscano. Venus, CD
- 2009 - Angelica - con Aaron Parks, Ben Street e Adam Cruz. Camjazz, CD
- 2009 - A New Trip - con Dino Rubino, Giovanni Mazzarino, Nello Toscano. Philology, CD
- 2010 - 4out - con Dino Rubino, Paolino Dalla Porta, Stefano Bagnoli. Abeat, CD
- 2010 - Travel Dialogues - con Dino Rubino. Jazzy Record, CD
- 2011 - Moody'n - con Dino Rubino, Giovanni Mazzarino, Rosario Bonaccorso. VERVE, CD
- 2015 - 3 - Contemplation, La Banda, 20 Cents per Note (Alfredo Lo Faro Produzioni)
- 2018 - We Play For Tips - EFLAT Records
- 2020 - Irene of Boston - Conversation Avec Corto Maltese - EFLAT Records

## Premi e riconoscimenti
Premi musica jazz
- 2001 - Nazionale Massimo Urbani a Urbisaglia (1º Classificato): vince il “Premio nazionale Massimo Urbani”.[4].
- 2002 - Premio EuroJazz “Stefano Cerri” a Lecco (1º Classificato).
- 2003 - Premio Positano Jazz, (settembre).
- 2004 - International Jazz Festivals Organization Award a New York, convention degli educatori del jazz (I.A.J.E.).
- 2004 - World Saxophone Competition (1º Classificato), durante il London Jazz Festival.
- 2005 - Django d’Or a Roma, giugno, alla Casa del Jazz, a Roma, gli viene conferito il prestigioso premio come miglior giovane musicista.
- 2005 - New Star Award in Giappone Swing Journal, autorevole rivista , gli conferisce il premio riservato ai talenti stranieri emergenti.
- 2005 - Top Jazz (Musica Jazz), referendum della rivista italiana Musica Jazz, che lo riconosce miglior nuovo talento dell'anno .

Riconoscimenti
- 2005 - La rivista francese Jazz Magazine[5] nel numero di novembre del 2005 lo ha incluso tra i 125 talents pour demain et aujourd'hui,[6] una lista che comprende i più significativi jazzisti under 40.
- 2005 - Down Beat, prestigiosa rivista statunitense dedicata alla musica jazz, ha inserito il concerto eseguito nel luglio 2002 al Pescara Jazz Festival, in duo con il pianista Franco D'Andrea, tra i 25 più importanti eventi della storia del jazz.
- 2007 - Jazzman, l’importante rivista francese lo riconosce tra i "Dix saxophonistes qui font bouger l’alto".
- 2014 -  Il 20 febbraio a New York ha ricevuto dall'American Society of the Italian Legions of Merit il "Grand Award of Merit", per il contributo che ha dato, in rappresentanza dei musicisti siciliani, nello sviluppo e nella diffusione della musica jazz nel mondo.